# The Big Brawl
The Big Brawl, (chinês tradicional: 殺手壕; br: O Lutador de Rua) também conhecido como Battle Creek Brawl, é um filme de artes marciais de 1980 que marcou a estreia de Jackie Chan no mercado de cinema americano. Foi dirigido e roteirizado por Robert Clouse.

## Sinopse
Neste filme dirigido por Robert Clouse, Chan interpreta um imigrante que segue rumo aos EUA para ajudar e proteger o restaurante de seu avô. Quando gangsters da cidade sequestram sua cunhada, ele é obrigado a entrar num torneio de luta para resgatá-la. Um forte mafioso de Chicago chantageia o jovem lutador de Kung Fu, a fim de que o rapaz derrote, em um campeonato mundial de lutas marciais, o campeão invicto da categoria, patrocinado pelo chefe da máfia de Pittsburg.